# Онионта (Алабама)
Онионта (енгл. Oneonta) град је у америчкој савезној држави Алабама. По попису становништва из 2010. у њему је живело 6.567 становника.

## Демографија
Према попису становништва из 2010. у граду је живело 6.567 становника, што је 991 (17,8%) становника више него 2000. године.
| Група             | 2000.         | 2010.         |
| Белци             | 4.356 (78,1%) | 5.008 (76,3%) |
| Афроамериканци    | 413 (7,4%)    | 391 (6,0%)    |
| Азијати           | 11 (0,2%)     | 30 (0,5%)     |
| Хиспаноамериканци | 738 (13,2%)   | 1.046 (15,9%) |
| Укупно            | 5.576         | 6.567         |